# عمو فرانک
عمو فرانک یک فیلم کمدی-درام آمریکایی در سال ۲۰۲۰ است که توسط آلن بال نوشته، کارگردانی و تولید شده‌است. در این فیلم پل بتانی و سوفیا لیلیس بازی می‌کنند. عموی فرانک که در دهه ۱۹۷۰ اتفاق می افتد، یک فیلم جاده ای دربارهٔ یک مرد همجنسگرا است که با گذشته خود روبرو می‌شود.
اولین نمایش جهانی این فیلم در جشنواره فیلم ساندنس در ۲۵ ژانویه ۲۰۲۰ بود و در ۲۵ نوامبر سال ۲۰۲۰ توسط آمازون استودیوز منتشر شد.

## خلاصه
در سال ۱۹۷۳، بت بلدسو ۱۸ ساله از خانه خود در کریک ویل، کارولینای جنوبی برای تحصیل در کالج به شهر نیویورک نقل مکان کرد. عموی او فرانک بلدسو استاد کالج است و از نزدیکان او نسبت به بقیه اعضای خانواده به دلیل تفکرش است. با این حال، هنگامی که او به عنوان یک مهمان در آپارتمان فرانک با دوست پسرش حاضر شد، متوجه شد که فرانک مخفیانه همجنسگراست و بیش از ده سال است که با مردی به نام ولید ("والی") زندگی می‌کند. فرانک از او می‌خواهد که در این باره چیزی به خانواده نگوید و او موافق است…

## بازیگران
- پل بتانی در نقش فرانک بلدسو
  - کول دومان در نقش فرانک بلدسو جوان
- سوفیا لیلیس در نقش بت بلدسو
- پیتر مکدیسی در نقش ولید «والی» ندیم
- استیو زان در نقش مایک بلدسو
- جودی گریر در نقش کیتی بلدسو
- مارگو مارتیندال در نقش ماما بلدسو
- استیون روت در نقش پدر مک
- لوئیس اسمیت در نقش خاله بوچ
- جین مک نیل در نقش نوا
- کیتی برور در نقش مارشا
- مایکل پرز در نقش سام لاسیتر
- زک استروم در نقش تی داب

## نمایش
اولین بار در ۲۵ ژانویه ۲۰۲۰ در جشنواره فیلم ساندنس به نمایش درآمد. اندکی بعد، آمازون استودیوز حق توزیع فیلم را به دست آورد.این فیلم در ۲۵ نوامبر سال ۲۰۲۰ منتشر شد.

## استقبال
عمو فرانک در جشنواره فیلم آمریکایی دوویل در سال ۲۰۲۰ نمایش داده شد و در آن جایزه مردمی را از آن خود کرد. از نظر جمع راتن تومیتوز، این فیلم براساس ۹۱ بررسی با میانگین امتیاز ۶٫۷ / ۱۰ دارای ۷۸٪ امتیاز است.